# Bergskär (Kökar, Åland)
Bergskär är en ö på Åland (Finland). Den ligger i Skärgårdshavet och i kommunen Kökar i landskapet Åland, i den sydvästra delen av landet. Ön ligger omkring 62 kilometer öster om Mariehamn och omkring 220 kilometer väster om Helsingfors.
Öns area är 20,4 hektar och dess största längd är 0,9 kilometer i sydöst-nordvästlig riktning.
Bergskär ligger i Karlfjärden öster om Sommarön. Den har Räviskär i norr, Glosholmarna i nordväst och i syd reser sig Lunderböte. Terrängen består av klipphällar med gräs, ljung och en i skrevorna. I skyddade sänkor växer rönn, björk och tall. På norra sidan finns en mycket grund och trång hamnvik. Vattnen öster om Bergskär är grundfyllda och mycket svårnavigerade. Sundet mellan Bergskär och Glosholmarna är däremot farbart. Högsta punkten är 12 meter över havet. Bergskär är obebyggd.